# Zichy-Ferraris Viktor
Zichi és vásonkeöi gróf Zichy-Ferraris Viktor (Hietzing, 1842. július 1. – Budapest, 1880. május 28.) magyar főnemes, földbirtokos, ügyvéd, politikus, 1865 és 1871 között, majd 1878-tól 1880-ig országgyűlési képviselő, 1871 és 1873 között Pest-Pilis-Solt vármegye főispánja, 1878-tól 1879-ig belügyi államtitkár.

## Élete
Gróf Zichy-Ferraris Viktor 1842-ben született a később Bécshez csatolt Hietzingben, Zichy-Ferraris Bódog gróf és Reichenbach-Lessonitz Emília grófnő fiaként, öccse Zichy-Ferraris Emánuel volt. Középiskolai tanulmányait Baján végezte, majd a pesti egyetemen jogot végzett. 1861-ben rövid ideig Győr vármegye aljegyzője volt, majd az ügyvédi vizsga letétele után Mosonban dolgozott ügyvédként. Hamarosan Moson vármegye alispánjává választották, majd 1865 és 1871 között a Deák-párt színeiben képviselte a zurányi választókerületet az országgyűlésben.
I. Ferenc József magyar király 1871-ben Pest-Pilis-Solt vármegye főispánjává nevezte ki, tisztségét 1873-ig töltötte be. Ezután évekig a főrendiház tagjaként és jegyzőjeként, illetve a delegációk tagjaként és tengerészeti előadójaként vett részt a politikában. 1878-ban a Szabadelvű Párt jelöltjeként a magyaróvári választókerület országgyűlési képviselője lett, majd ugyanebben az évben Tisza Kálmán miniszterelnök belügyi államtitkárrá nevezte ki a szintén Tisza által vezetett Belügyminisztériumba.
Politikai szerepvállalása mellett közgazdasági ügyekkel foglalkozott és részt vett több pénzintézet alapításában. A Magyarország című lapnál főmunkatársként dolgozó Asbóth János vezetésével számos támadás érte a sajtóban, azt állítva, hogy különböző pénzintézeteknek bizonyos összegekért lobbizott a kormányzatnál. A botrány hatására 1879-ben az államtitkári posztról, majd 1880 januárjában országgyűlési mandátumáról is lemondott. A korrupciós ügy miatt kizárták a Nemzeti Casinóból is, ezért 1880. május 24-én pisztolypárbajt vívott a kizárást kezdeményező Károlyi István gróffal. A párbajban Zichy-Ferraris súlyos sebesülést szerzett, melynek következtében néhány nappal később, 37 éves korában meghalt. Nagyszőlősön, a családi sírboltban nyugszik.